# Khorramshahr
Khorramshahr (persiska خرمشهر) är en stad i provinsen Khuzestan i västra Iran. Den ligger strax nordväst om Abadan, längs floden Shatt al-Arab vid gränsen mot Irak, inte långt från den irakiska staden Basra. Invånarantalet 1976, innan Iran–Irak-kriget, var ungefär 150 000 men staden led hårt av kriget. Invånarantalet uppgick till endast 34 750 invånare vid folkräkningen 1991, vilket hade ökat till cirka 130 000 invånare vid folkräkningen 2016.